# 馬西 (紐約州普查規定居民點)
馬西（英語：Marcy）是位於美國紐約州奧奈達縣的普查規定居民點。

## 人口
根據2020年美國人口普查的數據，馬西的面積為4.74平方千米，當中陸地面積為4.45平方千米，而水域面積為0.29平方千米。當地共有人口650人，而人口密度為每平方千米137.13人。